# Japan (Band)
Japan war eine britische Post-Punk- und  Synthie-Pop-Band.
Japan wurden 1974 in Lewisham, London von den Schulfreunden David Sylvian, Mick Karn, Richard Barbieri, Steve Jansen und Rob Dean gegründet. Die Band löste sich Ende 1982 nach den Aufnahmen für die Doppel-LP Oil On Canvas auf. 1991 vereinigte sie sich ohne Rob Dean wieder unter dem neuen Namen Rain Tree Crow und veröffentlichte ein gleichnamiges Album.

## Geschichte

### Die ersten Jahre
Japan veröffentlichte seine ersten Alben Adolescent Sex und Obscure Alternatives im Jahr 1978. Die Alben erzielten gute Verkäufe in Japan und in den Niederlanden. Außerdem gewann die Band durch ihre erste Single-Auskopplung Adolescent Sex in Kanada an Popularität.
Die Musik wurde von Künstlern wie The New York Dolls, Roxy Music und David Bowie beeinflusst. Die britische Musikpresse konnte den Werken nicht viel abgewinnen und bezeichnete sie als altmodisch. Titel wie Suburban Berlin, State Line und Rhodesia zeugten jedoch bereits von einer gewissen kreativen Tiefe und sollten in die Richtung weisen, die die Band zukünftig einschlagen würde.

### Werdegang
Ihr drittes Album Quiet Life aus dem Jahr 1979 bot einen signifikanten Umschwung im Musikstil. Während ihre ersten Werke vor allem auf Gitarreneinsatz setzten, setzte man den Fokus nun auf den Synthesizer und erzielte so einen elektrischen Klang. Weitere Veränderungen war der jetzt baritone Gesang von Sylvian, der markante Klang des bundlosen E-Bass von Mick Karn, komplizierteres Schlagzeugspiel von Jansen sowie ein atmosphärisches Spielen der Gitarre. Quiet Life war das letzte Studioalbum unter dem Label Hansa-Ariola.

### Die letzten Jahre
Durch ihre letzten beiden, von Virgin veröffentlichten Studioalben Gentlemen Take Polaroids (1980) und Tin Drum (1981) vergrößerte die Band ihr Publikum maßgeblich. Der durch Quiet Life eingeschlagene Weg wurde beibehalten und verfeinert. Zu dieser Zeit wurde Japan in der Öffentlichkeit mit der Bewegung der New Romantics assoziiert. Tin Drum gilt bis heute als eines der nach Kritikern innovativsten Alben der 80er Jahre und bot eine Verschmelzung von abendländischer und orientaler Musik. Das Album belegte den zwölften Platz in den englischen Charts. Die Single Ghosts erreichte den fünften Platz und ist damit eines der wenigen minimalistischen Stücke, die einen solchen Erfolg erzielen konnten.
Tin Drum war das letzte Studioalbum der Band, nachdem persönliche Konflikte unter den Mitgliedern gespannte Verhältnisse verursachten. Rob Dean hatte Japan bereits gegen Ende der Aufnahmen von Gentlemen Take Polaroids verlassen, da seine Arbeit an der Gitarre für den neu eingeschlagenen Musikstil als überflüssig betrachtet wurde. 1981 wurde Dean durch den japanischen Gitarristen, Masami Tsuchiya der Band Ippu-Do ersetzt.
Japans letzte Tournee im Vereinigten Königreich im November 1982 wurde mit einer Konzertreihe an sechs aufeinanderfolgenden Abenden im Londoner Hammersmith Odeon abgeschlossen. Der letzte Auftritt fand am 16. Dezember des gleichen Jahres in Nagoya, Japan, statt. Die Aufnahmen vom Hammersmith Odeon wurden für die Produktion von Oil on Canvas verwendet, welches im Juni 1983 als Livealbum und als Video veröffentlicht wurde. Die Band trennte sich auf dem Höhepunkt ihrer Karriere und hatte mittlerweile internationale Anerkennung errungen. In ihrer Heimat wurde Oil on Canvas ihr erfolgreichstes Album und erreichte den fünften Platz in den Charts.

### Nach der Trennung
Alle Bandmitglieder beteiligten sich nach der Trennung an anderen Projekten und hatten dabei unterschiedlich viel Erfolg. Am meisten Erfolg durfte David Sylvian verbuchen, welcher etliche Soloalben aufnahm und mit verschiedenen Künstlern wie Holger Czukay, Ryuichi Sakamoto und Robert Fripp zusammengearbeitet hat.
Eine Wiedervereinigung zwischen 1989 und 1990 hielt nur für kurze Zeit stand. Aus den Aufnahmen dieser Zeit entstand ein Album, welches im April 1991 unter dem Namen Rain Tree Crow veröffentlicht wurde. Sowohl die Plattenfirma als auch alle Bandmitglieder mit Ausnahme Sylvians drängten auf eine Veröffentlichung unter dem ursprünglichen Namen Japan, Sylvian weigerte sich jedoch und bezahlte einen Großteil der Produktionskosten aus eigener Tasche. Gegen Ende der Aufnahmen gab es keinen mündlichen Kontakt mehr zwischen Sylvian und den anderen Künstlern. Dennoch fand das Projekt in Fachkreisen große Anerkennung.
Mick Karn veröffentlichte seit 1982 diverse Soloalben. Er starb 2011 an Krebs. Jansen und Barbieri veröffentlichten im Jahr 1987 als The Dolphin Brothers das Album Catch the Fall und rekreierten damit den ursprünglichen Sound Japans. Richard Barbieri ist seit 1993 auch Mitglied der britischen Band Porcupine Tree und veröffentlichte sein erstes Soloalbum Things Buried im Jahr 2005. Seit 2005 arbeiten die Brüder Jansen und Sylvian wieder zusammen und veröffentlichen Alben unter dem Namen Nine Horses.

## Diskografie

### Alben
| Jahr | Titel                    | Höchstplatzierung, Gesamtwochen, AuszeichnungChartplatzierungen (Jahr, Titel, Platzierungen, Wochen, Auszeichnungen, Anmerkungen) | Höchstplatzierung, Gesamtwochen, AuszeichnungChartplatzierungen (Jahr, Titel, Platzierungen, Wochen, Auszeichnungen, Anmerkungen) | Anmerkungen |
| Jahr | Titel                    | DE | UK | Anmerkungen |
| ---- | ------------------------ | --- | --- | --- |
| 1980 | Quiet Life               | — | UK53 Silber · (8 Wo.)UK | Erstveröffentlichung: 1980                                                                                       |
| 1980 | Gentlemen Take Polaroids | — | UK51 Gold · (10 Wo.)UK | Erstveröffentlichung: 1980                                                                                       |
| 1981 | Assemblage               | — | UK26 Gold · (46 Wo.)UK | Erstveröffentlichung: 1981 enthält Songs der ersten drei LPs und bis dahin nicht auf LPs veröffentlichte Singles |
| 1981 | Tin Drum                 | — | UK12 (50 Wo.)UK | Erstveröffentlichung: 1981                                                                                       |
| 1983 | Oil on Canvas            | — | UK5 Gold · (14 Wo.)UK | Erstveröffentlichung: 1983 stark nachbearbeitete Konzertaufnahme                                                 |
| 1984 | Exorcising Ghosts        | — | UK45 Gold · (7 Wo.)UK | Erstveröffentlichung: 1984                                                                                       |
| 2021 | Quiet Life – Remastered  | DE32 (1 Wo.)DE | UK13 (1 Wo.)UK | Erstveröffentlichung: 5. März 2021                                                                               |

Weitere Alben
- Adolescent Sex (1977)
- Obscure Alternatives (1978)
- Rain Tree Crow (1991)

### Singles
| Jahr | Titel Album                    | Höchstplatzierung, Gesamtwochen, AuszeichnungChartsChartplatzierungen (Jahr, Titel, Album, Platzierungen, Wochen, Auszeichnungen, Anmerkungen) | Anmerkungen                   |
| Jahr | Titel Album                    | UK | Anmerkungen                   |
| ---- | ------------------------------ | --- | ----------------------------- |
| 1980 | Gentlemen Take Polaroids       | UK60 (2 Wo.)UK | Erstveröffentlichung: 1980 EP |
| 1981 | The Art Of Parties Tin Drum    | UK48 (5 Wo.)UK | Erstveröffentlichung: 1981    |
| 1981 | Quiet Life Oil On Canvas       | UK19 (9 Wo.)UK | Erstveröffentlichung: 1981    |
| 1981 | Visions Of China Oil On Canvas | UK32 (12 Wo.)UK | Erstveröffentlichung: 1981    |
| 1982 | European Son                   | UK31 (6 Wo.)UK | Erstveröffentlichung: 1982    |
| 1982 | Ghosts Oil On Canvas           | UK5 (8 Wo.)UK | Erstveröffentlichung: 1982    |
| 1982 | Cantonese Boy Oil On Canvas    | UK24 (6 Wo.)UK | Erstveröffentlichung: 1982    |
| 1982 | I Second That Emotion          | UK9 (11 Wo.)UK | Erstveröffentlichung: 1982    |
| 1982 | Like In Tokyo                  | UK28 (6 Wo.)UK | Erstveröffentlichung: 1982    |
| 1982 | Nightporter                    | UK29 (9 Wo.)UK | Erstveröffentlichung: 1982    |
| 1983 | All Tomorrow’s Parties         | UK38 (4 Wo.)UK | Erstveröffentlichung: 1983    |
| 1983 | Canton (Live)                  | UK42 (3 Wo.)UK | Erstveröffentlichung: 1983    |

Weitere Singles und EPs
- 1978: Don’t Rain On My Parade/Stateline
- 1978: Adolescent Sex/Don’t Rain On My Parade
- 1978: The Unconventional/Lovers On Main Street
- 1978: The Unconventional/Adolescent Sex (re-recorded version)
- 1978: Adolescent Sex (re-recorded version)/Sometimes I Feel So Low
- 1978: Sometimes I Feel So Low/Love Is Infectious
- 1979: Adolescent Sex (re-recorded version)/Transmission
- 1979: Deviation/Suburban Berlin
- 1979: Life In Tokyo/Life In Tokyo (Part Two)
- 1980: Special Edition EP
- 1980: Live In Japan EP
- 1981: The Singles EP
- 1991: Blackwater

### Videoalben
- 1983: Oil On Canvas (VHS, Betamax, Laserdisk)
- 1984: Instant Pictures (VHS, Beta, LD)
- 1999: Video Hits (DVD)
- 2006: The Very Best of Japan (DVD)